# 이어도사나
〈이어도사나〉는 제주도의 해녀들이 배를 타고 바다로 나갈 때 부르던 민요이다. 특별한 기록없이 구전되는 민요 특성상 부르는 사람과 지역마다 사설 내용이 조금씩 다르다.

## 같이 보기
- 이어도